# علی‌آباد ۱
علی‌آباد ۱ یک روستا در ایران است که در بخش مرکزی شهرستان رفسنجان واقع شده‌است. علی‌آباد ۱ ۱۲ نفر جمعیت دارد.